# Franklin Township (Somerset County, New Jersey)
Franklin Township ist ein Township im Somerset County des Bundesstaats New Jersey in den USA. Das U.S. Census Bureau ermittelte bei der Volkszählung 2020 eine Einwohnerzahl von 68.364.

## Geographie
Nach den Angaben des United States Census Bureaus hat die Stadt eine Gesamtfläche von 121,3 km², wovon 121,1 km² Land und 0,2 km² (0,15 %) Wasser ist.

## Demographie
Nach der Volkszählung von 2000 gibt es 50.903 Menschen, 19.355 Haushalte und 12.987 Familien in der Stadt. Die Bevölkerungsdichte beträgt 420,2 Einwohner pro km2. 55,11 % der Bevölkerung sind Weiße, 25,98 % Afroamerikaner, 0,18 % amerikanische Ureinwohner, 12,74 % Asiaten, 0,04 % pazifische Insulaner, 3,56 % anderer Herkunft und 2,39 % Mischlinge. 8,11 % sind Latinos unterschiedlicher Abstammung.
Von den 19.355 Haushalten haben 30,8 % Kinder unter 18 Jahre. 53,1 % davon sind verheiratete, zusammenlebende Paare, 10,3 % sind alleinerziehende Mütter, 32,9 % sind keine Familien, 25,7 % bestehen aus Singlehaushalten und in 5,8 % Menschen sind älter als 65. Die Durchschnittshaushaltsgröße beträgt 2,58, die Durchschnittsfamiliengröße 3,14.
22,7 % der Bevölkerung sind unter 18 Jahre alt, 6,8 % zwischen 18 und 24, 36,9 % zwischen 25 und 44, 22,2 % zwischen 45 und 64, 11,4 % älter als 65. Das Durchschnittsalter beträgt 36 Jahre. Das Verhältnis Frauen zu Männer beträgt 100:91,7, für Menschen älter als 18 Jahre beträgt das Verhältnis 100:88,8.
Das jährliche Durchschnittseinkommen der Haushalte beträgt 67.923 USD, das Durchschnittseinkommen der Familien 78.177 USD. Männer haben ein Durchschnittseinkommen von 52.351 USD, Frauen 41.101 USD. Der Prokopfeinkommen der Stadt beträgt 31.209 USD. 5,1 % der Bevölkerung und 3,1 % der Familien leben unterhalb der Armutsgrenze, davon sind 6,3 % Kinder oder Jugendliche jünger als 18 Jahre und 5,2 % der Menschen sind älter als 65.